# Њежне преваре
„Њежне преваре” је југословенски ТВ филм из 1988. године. Режирао га је Дарио Винце који је написао и сценарио.

## Улоге
| Глумац              | Улога |
| ------------------- | ----- |
| Реља Башић          |       |
| Божидар Бобан       |       |
| Ана Карић           |       |
| Вања Матујец        |       |
| Вјера Жагар Нардели |       |